# Macropiper melanostachyum
Macropiper melanostachyum är en pepparväxtart som först beskrevs av C.Dc., och fick sitt nu gällande namn av A.C. Smith. Macropiper melanostachyum ingår i släktet Macropiper och familjen pepparväxter. Inga underarter finns listade i Catalogue of Life.